# Wilmont (Minnesota)
Wilmont es una ciudad ubicada en el condado de Nobles en el estado estadounidense de Minnesota. En el Censo de 2010 tenía una población de 339 habitantes y una densidad poblacional de 114,41 personas por km².

## Geografía
Wilmont se encuentra ubicada en las coordenadas 43°45′55″N 95°49′41″O / 43.76528, -95.82806. Según la Oficina del Censo de los Estados Unidos, Wilmont tiene una superficie total de 2.96 km², de la cual 2.96 km² corresponden a tierra firme y (0%) 0 km² es agua.

## Demografía
Según el censo de 2010, había 339 personas residiendo en Wilmont. La densidad de población era de 114,41 hab./km². De los 339 habitantes, Wilmont estaba compuesto por el 95.87% blancos, el 2.06% eran afroamericanos, el 0.29% eran amerindios, el 0.59% eran asiáticos, el 0% eran isleños del Pacífico, el 0.29% eran de otras razas y el 0.88% pertenecían a dos o más razas. Del total de la población el 1.18% eran hispanos o latinos de cualquier raza.